# Tapestry (album)
Pour les articles homonymes, voir Tapestry.
Albums de Carole King
Writer
(1970) Music
(1971)
Tapestry est le deuxième album studio de la chanteuse américaine Carole King sorti le 10 février 1971. On y retrouve des amis musiciens de cette dernière, James Taylor, Joni Mitchell, Danny Kortchmar et aussi Merry Clayton. Il a été réédité en 2007 sous forme d'album double contenant 2 chansons supplémentaires sur le disque original plus une interprétation en concert de l'album intégral.

## Réception
L'album reste plus de 300 semaines dans le classement Billboard 200, dont 15 semaines consécutives à la première place. Il se vend à 25 000 000 exemplaires entre 1971 et 2015, devenant l'un des albums musicaux les plus vendus. 
Pour cet album, Carole King reçoit quatre Grammy Awards à la 14e cérémonie des Grammy Awards (1972) : album de l'année, chanson de l'année pour You've Got a Friend, enregistrement de l'année pour It's Too Late et meilleure chanteuse pop. Il est aussi nommé aux Brit Awards 1977 dans la catégorie « Meilleur album international ».
L'album est à la 36e place du classement fait par Rolling Stone des « 500 meilleurs albums de tous les temps » et à la 25e de la version de ce classement établie en 2020. Il fait partie du classement américain des « 1001 albums qu'il faut avoir écouté dans sa vie » établi en 2006.

## Fiche technique

### Liste des chansons
Toutes les chansons sont écrites et composées par Carole King, sauf mention contraire.
| 1. | I Feel the Earth Move                 | 2:58 |
| 2. | So Far Away                           | 3:55 |
| 3. | It's Too Late (Paroles de Toni Stern) | 3:53 |
| 4. | Home Again                            | 2:29 |
| 5. | Beautiful                             | 3:06 |
| 6. | Way Over Yonder                       | 4:43 |

| 7.  | You've Got a Friend                                                  | 5:09 |
| 8.  | Where You Lead (Paroles de Toni Stern)                               | 3:20 |
| 9.  | Will You Love Me Tomorrow ? (Gerry Goffin, King)                     | 4:12 |
| 10. | Smackwater Jack (Gerry Goffin, King)                                 | 3:41 |
| 11. | Tapestry                                                             | 3:13 |
| 12. | (You Make Me Feel Like) A Natural Woman (Goffin, King, Jerry Wexler) | 3:49 |

| 1.  | I Feel the Earth Move                                                | 2:58 |
| 2.  | So Far Away                                                          | 3:55 |
| 3.  | It's Too Late (Paroles de Toni Stern)                                | 3:53 |
| 4.  | Home Again                                                           | 2:29 |
| 5.  | Beautiful                                                            | 3:06 |
| 6.  | Way Over Yonder                                                      | 4:43 |
| 7.  | You've Got a Friend                                                  | 5:09 |
| 8.  | Where You Lead (Paroles de Toni Stern)                               | 3:20 |
| 9.  | Will You Love Me Tomorrow ? (Gerry Goffin, King)                     | 4:12 |
| 10. | Smackwater Jack (Gerry Goffin, King)                                 | 3:41 |
| 11. | Tapestry                                                             | 3:13 |
| 12. | (You Make Me Feel Like) A Natural Woman (Goffin, King, Jerry Wexler) | 3:49 |
| 13. | Out in the cold                                                      | 2:45 |
| 14. | Smackwater Jack Live                                                 | 3:19 |

| 1.  | I Feel The Earth Move                   |  |
| 2.  | So Far Away                             |  |
| 3.  | It's Too Late                           |  |
| 4.  | Home Again                              |  |
| 5.  | Beautiful                               |  |
| 6.  | Way Over Yonder                         |  |
| 7.  | You've Got A Friend                     |  |
| 8.  | Will You Love Me Tomorrow?              |  |
| 9.  | Smackwater Jack                         |  |
| 10. | Tapestry                                |  |
| 11. | (You Make Me Feel Like) A Natural Woman |  |

## Personnel
- Carole King : Chant, chœurs, piano, claviers
- Ralph Schuckett : Piano électrique
- Danny Kortchmar : Guitares acoustique et électrique, congas, chœurs
- James Taylor : Guitare acoustique, chœurs
- Perry Steinberg : Basse
- Charles Larkey : Basse, contrebasse
- Curtis Amy : Flûte, saxophone soprano, ténor et baryton
- Julia Tillman, Merry Clayton : Chœurs
- Joni Mitchell : Chœurs sur Will You Love Me Tomorrow?
- Russ Kunkel, Joel O'Brien : Batterie
- Barry Socher : Violon
- David Campbell : Alto
- Terry King : Violoncelle

## Classements hebdomadaires
| Classement (1971)              | Meilleure place |
| ------------------------------ | --------------- |
| Australie (Kent Music Report)  | 3               |
| Canada (Canadian Albums Chart) | 1               |
| États-Unis (Billboard 200)     | 1               |
| Norvège (VG-lista)             | 8               |
| Royaume-Uni (UK Albums Chart)  | 4               |

## Certifications
| Pays                    | Certification | Unités certifiées |
| ----------------------- | ------------- | ----------------- |
| Australie (ARIA)        | 8 × Platine   | 560 000           |
| États-Unis (RIAA)       | 13 × Platine  | 13 000 000        |
| Nouvelle-Zélande (RMNZ) | Platine       | 15 000            |
| Royaume-Uni (BPI)       | 2 × Platine   | 600 000           |